# Emersacker
Emersacker é um município da Alemanha, situado no distrito de Augsburg, no estado da Baviera. Tem 11,77 km² de área, e sua população em 2019 foi estimada em 1.425 habitantes.